# Clusia flava
Clusia flava  es una especie de planta con flor en la familia de las clusiáceas. 

## Descripción
Son plantas epífitas o árboles que alcanzan los 5–10 m de alto, con látex color crema. Las hojas ampliamente obovadas a espatuladas, de 8.5–16 cm de largo y 5–9 cm de ancho, el ápice redondeado a emarginado, con base aguda a cuneada, nervios laterales 3 o 4 por cm; pecíolos de hasta 1.5 cm de largo o ausentes. Las inflorescencias de 3–6 cm de largo; con yemas 10–15 mm de diámetro; pétalos cremas; estambres más de 50, casi sésiles, libres; ovario rodeado por 8–12 estaminodios con aspecto de estambres, estigmas 15–20, ligeramente elevados. El fruto más o menos globoso a globoso-aplanado, 5–7 cm de diámetro, verde cuando maduro.

## Distribución y hábitat
Es una especie común, se encuentra en los bosques siempreverdes o secundarios, orillas de caminos, en la zona atlántica; a una altitud de 0–700 metros; florece en ene–may, fructifica en mar–ago; desde México a Costa Rica y en las Antillas.

## Taxonomía
Dos colecciones, Moreno 21989 y Neill 4224 han sido tentativamente incluidas en esta especie, pero podrían representar otra especie o ser híbridos entre esta especie y Clusia guatemalensis. Esta y otras especies relacionadas (con pétalos gruesos con textura de hule) son visitadas y probablemente polinizadas por escarabajos pequeños.
Clusia flava fue descrita por Nikolaus Joseph von Jacquin y publicado en Enumeratio Systematica Plantarum, quas in insulis Caribaeis 34. 1760.
Etimología
Clusia: nombre genérico otorgado en honor del botánico Carolus Clusius.
flava: epíteto latíno que significa "de color amarillo".
Sinonimia
- Clusia suborbicularis Lundell
- Clusia utilis S.F.Blake[1]